# Lauren Halsey
Lauren Halsey (* 1987 in Los Angeles, Kalifornien) ist eine US-amerikanische Künstlerin. Sie ist bekannt für ihre Skulpturen, Mixed-Media-Arbeiten und ortsspezifischen Installationen, die die Geschichte remixen. In ihren Arbeiten finden sich Elemente aus Funk, Post-Civil-Right-Ästhetik, Hip-Hop, Architektur und Afrofuturismus. Ihre künstlerische Praxis bewegt sich an den Grenzen zwischen Architektur, Malerei und Skulptur.

## Leben und Werk
Halsey ist die Tochter einer Lehrerin und eines Buchhalters. Sie studierte fünf Jahre lang Architektur und Druckgrafik am Community College in El Camino in Torrance, Kalifornien. Anschließend studierte sie ein Jahr Architektur am California College of the Arts. Dann wechselte sie an das California Institute of the Arts (CalArts) in Santa Clarita, wo sie 2012 ihren Bachelor of Fine Arts erwarb, bevor sie 2014 ihren Master-Abschluss an der Yale University erhielt. Sie war Artist in Residence 2014 an der Skowhegan School of Painting and Sculpture, 2015 am The Studio Museum in Harlem, 2017 im Main Museum.
2020 sollte ihr Summaeverythang Community Center entstehen, ein Ort für Bildungsmaßnahmen und soziales Engagement, aber angesichts der Coronavirus-Pandemie änderten sich die Pläne. Sie startete ein Lebensmittelprogramm, das den Bewohnern von Watts und South Central Los Angeles Hunderte von Kisten mit frischen biologischen Produkten kostenlos zur Verfügung stellte.

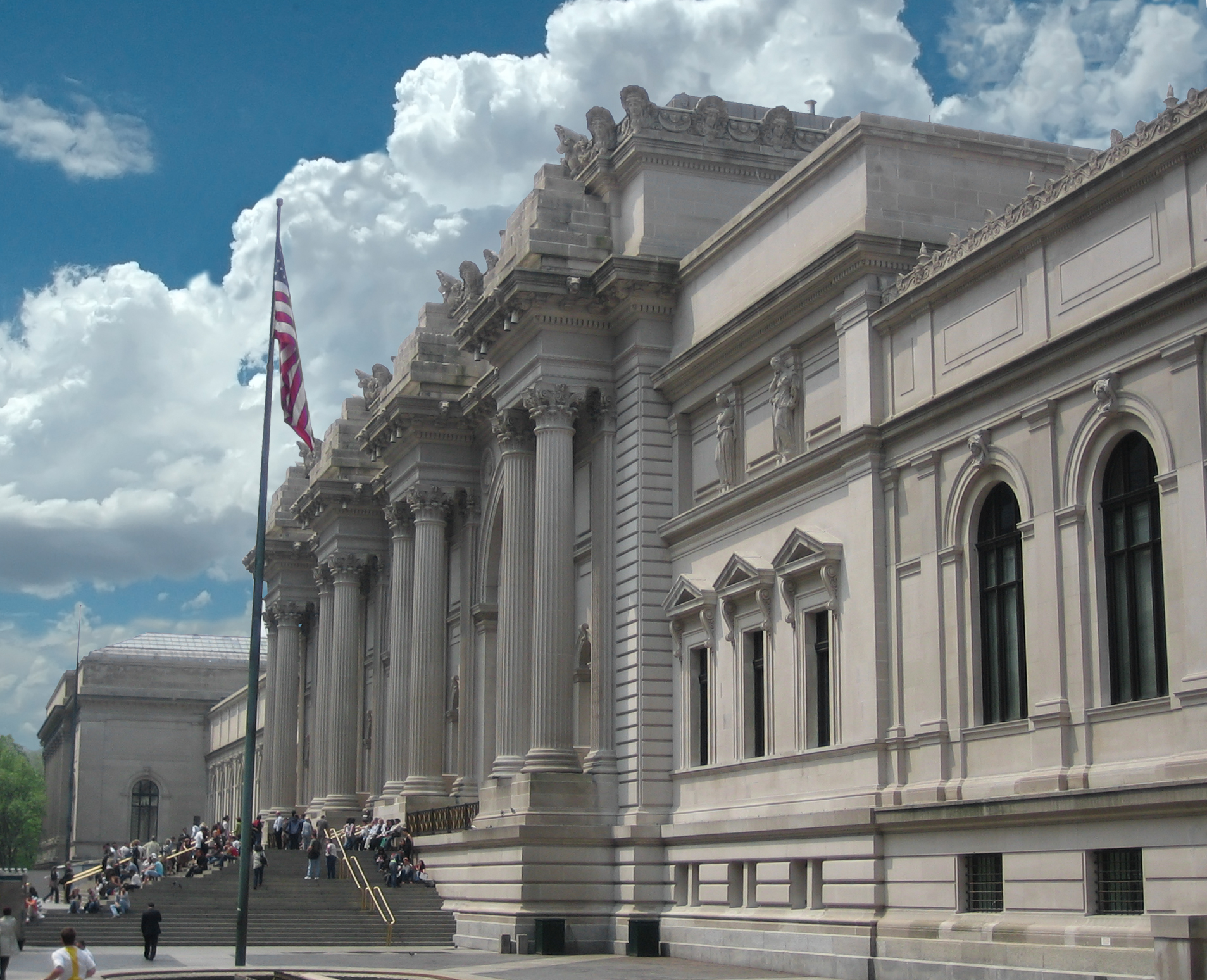
Eingang zum Metropolitan Museum of Art, New York City

Das Metropolitan Museum of Art in New York City wählte Hasley 2022 für seinen Dachgartenauftrag aus. Speziell für die Dachterrasse des Museums entwarf sie das Werk mit dem Titel the eastside of south central los angeles hieroglyph prototype architecture (I). Mit mehr als 750 Betonfliesen besteht die Installation aus einem Kubus mit vier Säulen und vier Sphinx-ähnlichen Figuren. Sie versucht damit eine Verbindung zwischen antiker pharaonischer Architektur und dem zeitgenössischen Los Angeles herzustellen.
Ihre Arbeiten befinden sich in den Sammlungen bedeutender Institutionen wie dem Armand Hammer Museum of Art, dem Museum of Contemporary Art, Los Angeles (MOCA), in dem Museum of Fine Arts in Boston, in dem Institut für Zeitgenössische Kunst in Miami und in dem Studiomuseum in Harlem.

## Ausstellungen

### Einzelausstellungen (Auswahl)
- 2018: Lauren Halsey: we still here, there. MOCA, Los Angeles
- 2019: Open Space #5: Lauren Halsey. Fondation Louis Vuitton, Neuilly-sur-Seine, Paris[12]
- 2020: ONLINE: Lauren Hasley. David Kordansky Gallery, Los Angeles
- 2021: Knight. Lawrence Prize Winner, Seattle Art Museum, Seattle, Washington
- 2021: The Banner Project: Lauren Halsey. Museum of Fine Arts, Boston, Boston
- 2022: David Kordansky Gallery, New York[13][14]
- 2022: CSU Dominguez Hills University Art Gallery, Carson, Kalifornien
- 2023: The Roof Garden Commission: Lauren Halsey, Metropolitan Museum of Art, Upper East Side, New York
- 2024: Emajendat Lauren Halsey, Serpentine Gallery, London

### Gruppenausstellungen (Auswahl)
- 2015: Everything, Everyday. The Studio Museum in Harlem, Harlem, New York
- 2016: Radio Imagination: Artists in the Archive of Octavia E. Butler. Armory Center for the Arts, Pasadena, Kalifornien
- 2016: Southland. Charlie James Gallery, Los Angeles, California
- 2016: Imitation of Life Melodrama and Race in the 21st century. Home Manchester, Manchester
- 2017: black is a color. Charlie James Gallery, Los Angeles
- 2018: Made in L.A. 2018, Hammer Museum, Westwood, Los Angeles
- 2018: Sidelined. Galerie Lelong & Co., New York, Chelsea
- 2019: ONLINE: Artists For Climate Action. David Kordansky Gallery, Los Angeles
- 2019: Too Blessed 2 Be Stressed!, Fondation Louis Vuitton, Paris
- 2019: With A Little Help From My Friends: A Benefit For Bryan Chagolla. Charlie James Gallery, Los Angeles
- 2019: It’s Urgent!. In collaboration with Heartland Festival, Kunsthal Charlottenborg, Kopenhagen
- 2020: Semblance: Sunshine. Torrance Art Museum, Torrance, Kalifornien
- 2020: Untitled. Three perspectives on the art of the present, Punta della Dogana, François Pinault Foundation, Venedig
- 2021: All The Lonely People. LAXART, Hollywood, Los Angeles
- 2021: The Earth, That is Sufficient. Nicola Vassell Gallery, New York
- 2021: Present Generations: Creating the Scantland Collection of the Columbus Museum of Art, Columbus Museum of Art, Ohio
- 2021: Social Works. Gagosian Gallery, New York (555 W 24th Str), Chelsea, New York, USA
- 2021: The Beatitudes of Malibu. David Kordansky Gallery, Los Angeles
- 2021: Shattered Glass. Jeffrey Deitch, Los Angeles
- 2022: Come As You Are. Anthony Gallery, West Loop, Chicago, Illinois
- 2022: 51@51: Collected Works. Rennie Collection, Vancouver, British Columbia, Canada
- 2022: Fire Figure Fantasy: Selections from ICA Miami’s Collection. Institute of Contemporary Art, Miami
- 2022: Artists Inspired by Music: Interscope Reimagined. LACMA, Los Angeles County Museum of Art, Park La Brea, Los Angeles
- 2022: Beneath Tongues. Swiss Institute Annual Architecture and Design Series, Swiss Institute, New York
- 2023: The Culture: Hip Hop and Contemporary Art in the 21st Century. Baltimore Museum of Art, Baltimore, Maryland
- 2023: Resting Our Eyes. Institute of Contemporary Art, San Francisco (ICA), San Francisco

## Auszeichnungen (Auswahl)
- 2011: Beutner Family Award of Excellence in the Arts, California Institute of Arts
- 2013: Alice Kimball English Travelling Fellowship
- 2014: Stipendium der Skowhegan School of Painting and Sculpture
- 2015: Emerging Artist Stipendiums, Rema Hort Mann Foundation
- 2017: William H. Johnson Award
- 2018: Mohn Award
- 2019: Painter and Sculptors Grant, Joan Mitchell Foundation, New York[15]
- 2019: Frieze Artist Award
- 2021: Gwendolyn Knight and Jacob Lawrence Prize, Seattle Art Museum [16]